# Балбидо-Ранго (Тренто)
Балбидо-Ранго је насеље у Италији у округу Тренто, региону Трентино-Јужни Тирол.
Према процени из 2011. у насељу је живело 347 становника. Насеље се налази на надморској висини од 783 м.